# Sajenek (jezioro)
Sajenek – jezioro w Augustowie, w woj. podlaskim.

## Nazwa
Nazwy Sajenek, Sajno, Sajenko wywodzą się z języka jaćwieskiego, prawdopodobnie od rdzenia sai-, oznaczającego nurt, prąd, rzekę. Nurt taki płynie od Rudawki poprzez Sajenko, Sajenek, Sajno aż do rzeczki Sajownica.

## Hydronimia
Według spisu wód stojących, opracowanego przez Komisję Nazw Miejscowości i Obiektów Fizjograficznych, obiekt nosi nazwę Sajenek. Dawniej używana była też nazwa Jeziorko.

## Charakterystyka
Jezioro Sajenek położone jest ok. 7,5 km od centrum miasta, w dawnej wsi Sajenek, włączonej w 1973 do Augustowa. Leży na Suwalszczyźnie, w obrębie Równiny Augustowskiej (będącej częścią Pojezierza Litewskiego) na wysokości 119,2 m n.p.m. Nad jeziorem występuje przede wszystkim zabudowa letniskowa. Otoczone jest lasami Puszczy Augustowskiej.
Jezioro ma powierzchnię 68,2 ha. Jego wymiary to 1,4 x 0,75 km. Głębokość maksymalna wynosi 26 m, zaś średnia 5,7 m. Długość linii brzegowej to 3,5 km. Objętość jeziora: 3911,8 tys. m³. Współczynnik rozwinięcia linii brzegowej wynosi 1,2, zaś wskaźnik odsłonięcia 12. W 2000 r. jezioro miało II klasę czystości oraz 2 kategorię podatności na degradację. Na jeziorze obowiązuje zakaz pływania jednostkami pływającymi przy użyciu silnika spalinowego w okresie od 15 czerwca do 15 września każdego roku.
Sajenek wraz z jeziorami Sajno i Sajenko oraz rzeczką Rudawką wypełniają wspólną rynnę polodowcową, ciągnącą się równoleżnikowo. Sajenek na południowym zachodzie łączy się z jeziorem Sajno, zaś na północnym wschodzie, poprzez przesmyk, z jeziorem Sajenko (w XVIII w. przebiegał tędy trakt do Grodna).
W zakresie rybołówstwa i wędkarstwa Sajenek jest zarządzany przez Lokalną Grupę Rybacką „Pojezierze Suwalsko-Augustowskie”.
Sajenek stał się osobnym akwenem pod koniec XIX w., gdy dawną wschodnią część jeziora Sajno oddzielono groblą, usypaną na potrzeby budowanej Kolei zaniemeńskiej. W 1911 groblą poprowadzono też szosę do Grodna. Obecnie groblą biegnie linia kolejowa nr 40 oraz droga wojewódzka nr 664.